# Владимир (роман)
«Владимир» — исторический роман украинского советского писателя Семёна Скляренко, опубликованный в 1962 году на украинском языке. Рассказывает о князе Владимире Святославиче, является продолжением романа «Святослав».

## Сюжет
Действие романа начинается в 972 году, когда войско Святослава Игоревича возвращается в Киев, потеряв своего князя в бою с печенегами на днепровских порогах. В числе вернувшихся любечанин Микула, который не знает, что его дочь Малуша когда-то родила от Святослава сына Владимира. В первой книге, «Сын рабыни», Владимир побеждает в междоусобной войне и захватывает власть. Во второй книге, «Василевс», он объединяет Русь с помощью новой религии и делает её могущественной дежавой. В эпилоге, «В Берестовом», Владимир умирает, а его сыновья начинают новую войну.

## Создание и оценки
«Владимир», опубликованный в 1962 году, стал продолжением романа «Святослав». Семён Скляренко хотел создать трилогию о Киевской Руси, но не успел написать её заключительную часть — роман о Ярославе Мудром.
Роман «Владимир» высоко оценили советские литературоведы. Так, Олег Климник написал в своей рецензии о «могучей фантазии» автора, которая опирается на глубокие знания. По его мнению, Скляренко «психологически убедительно» показал семейную жизнь главного героя, качественно раскрыл тему неоднозначного влияния христианства на судьбу Руси. По словам Александра Белецкого, до Скляренко «в литературе не было даже попытки изобразить не только дела, но и психологию Владимира». Этот рецензент назвал роман «несомненно крупным художественным произведением, своеобразным и по композиции, и по стилю». Такую оценку поддержал Максим Рыльский.

## Переводы
- Перевод на русский язык А. Дейча и И. Дорьбы (1986).